# Eve Louise Kelland
Pour les articles homonymes, voir Kelland.
Eve Louise Kelland, né à Sydney en 1889 et morte à Londres le 7 mai 1943, est une actrice et chanteuse australienne. 
Elle est la cofondatrice de la bbodance,.

## Biographie
Eve Kelland commence sa carrière comme actrice dans des pièces de théâtre. Elle se produit aussi comme chanteuse. 
Fondatrice en 1928 du magazine The Dancer, sous le nom de Louise Kay, elle devient organisatrice et administratrice de la British Ballet Organization qu'elle fonde à Londres avec son mari Edouard Espinosa en 1930.
Avec son mari, elle a deux enfants : Edward Kelland-Espinosa et Yvette Espinosa (en). 